# Passione (álbum de Andrea Bocelli)
Passione é o décimo quarto álbum de estúdio do tenor italiano Andrea Bocelli, lançado em 29 de janeiro de 2013. O álbum, seguindo a recente tendência de Bocelli, é uma coleção de canções românticas latinas e tem como temática o Mar Mediterrâneo. O álbum inclui duetos com Jennifer Lopez e Nelly Furtado e um dueto "virtual" com a já falecida Édith Piaf. Foi produzido pelo vencedor do Grammy e executivo da Verve Music Group, David Foster, que também havia co-produzido o álbum Amore em 2006. Uma versão em castelhano de Passione intitulada Pasión foi lançada pela Universal Latino.

## Antecedentes
O álbum consiste em uma coleção de canções românticas mediterrânicas, incluindo duetos com Jennifer Lopez, Nelly Furtado e a cantora francesa Édith Piaf, que faleceu em 1963. Ao longo do álbum, Bocelli performa em seis idiomas: Italiano, Inglês, Francês, Espanhol, Português e Napolitano). Entre os instrumentistas estão David Foster no piano, o guitarrista peruano Ramon Stagnaro, o trompetista Chris Botti e uma orquestra de 63 membros.
Passione inclui uma versão de "Love Me Tender", "The Girl from Ipanema", "Sarà Settembre". Bocelli divide o clássico "Quizás, Quizás, Quizás" com a norte-americana Jennifer Lopez e "Corcovado" com Nelly Furtado, além de um dueto virtual de "La vie en rose" com Édith Piaf.

## Faixas
| N.º            | Título                                        | Compositor(es)                  | Duração |  |
| 1.             | "Perfidia"                                    | Alberto Domínguez               | 4:08    |  |
| 2.             | "Roma Nun Fa' La Stupida Stasera"             | Armando Trovaioli               | 4:14    |  |
| 3.             | "Champagne"                                   | Depsa, Jodice, Di Francia       | 3:49    |  |
| 4.             | "Anema e core"                                | Salvatore d'Esposito            | 4:10    |  |
| 5.             | "Quizás, Quizás, Quizás" (com Jennifer Lopez) | Osvaldo Farrés                  | 3:18    |  |
| 6.             | "Era già tutto previsto"                      | Riccardo Cocciante              | 3:43    |  |
| 7.             | "Tristeza"                                    | Haroldo Lobo, Niltinho Tristeza | 3:24    |  |
| 8.             | "La vie en rose" (com Édith Piaf)             | Louis Guglielmi, Édith Piaf     | 3:08    |  |
| 9.             | "Corcovado" (com Nelly Furtado)               | Tom Jobim                       | 3:36    |  |
| 10.            | "Sara' Settembre"                             | A. Bocelli, Neil Diamond        | 3:42    |  |
| 11.            | "Love in Portofino"                           | Fred Buscaglione                | 3:01    |  |
| 12.            | "Garota de Ipanema"                           | Tom Jobim, Vinicius de Moraes   | 3:38    |  |
| 13.            | "Malafemmena"                                 | Totò                            | 4:18    |  |
| 14.            | "Love Me Tender"                              | Elvis Presley, Poulton, Darby   | 3:52    |  |
| Duração total: | Duração total:                                | Duração total:                  | 52:01   |  |

## Love In Portofino
Andrea Bocelli: Love In Portofino foi lançado nos cinemas em 15 de fevereiro de 2013. O filme é, na realidade, um concerto de Bocelli na localidade de Portofino, Itália, gravado em agosto de 2012, onde o tenor apresenta canções do álbum Passione. O concerto contou com um grande número de artistas colaboradores, incluindo a violinista Caroline Campbell, Helene Fischer, a cantora brasileira Sandy (que já havia gravado uma canção com Bocelli na década de 1990) e Veronica Berti, sua esposa.
Créditos
- Direção: David Horn
- Produção executiva: Filippo Sugar and David Horn
- Produção executiva adicional: Alfred Chubb
- Produção: Andrea Cotromano and Mitch Owgang
- Música: David Foster

## Posições e Certificações
| Tabelas musicais (2013)             | Melhor posição |
| ----------------------------------- | -------------- |
| Austrália - Australian Albums Chart | 33             |
| Áustria - Austrian Albums Top 75    | 11             |
| Bélgica - Ultratop 50               | 12             |
| Dinamarca - Denmark Albums Top 40   | 12             |
| Espanha - PROMUSICAE                | 9              |
| Estados Unidos - Billboard 200      | 2              |
| Estados Unidos - Classical Albums   | 1              |
| França - SNEP                       | 33             |
| Irlanda - IRMA                      | 3              |
| Itália - FIMI                       | 3              |
| Portugal - AFP                      | 9              |

| País           | Certificação | Vendas  |
| -------------- | ------------ | ------- |
| Polónia - ZPAV | Ouro         | 10,000+ |
| Portugal - AFP | Ouro         | 10,000+ |